# نانكانا صاحب
نانكانا صاحب (بالأردية: ننکانہ صاحب)‏ هي مستوطنة، في باكستان، تقع في البنجاب، هي عاصمة Nankana Sahib District ‏، بلغ عدد سكانها 63،073 نسمة وذلك حسب إحصائيات سنة 2017.

## أعلام
- الغورو نانك
- محمد أيوب